# القومية المحافظة
تعد المحافظة الوطنية شكلًا من أشكال سياسة المحافظة الشائعة في أوروبا وآسيا، التي تُركز على الحفاظ على الهوية الوطنية والثقافية مع دمج العناصر المحافظة بالعناصر القومية البحتة.
تتشارك هذه السياسة الخصائص مع المحافظة التقليدية والمحافظة الاجتماعية، نظرًا إلى الكيفية التي تركز بها الاختلافات الثلاثة على الحفظ والتقاليد. في حين تسعى المحافظة الوطنية إلى الحفاظ على المصالح الوطنية، فإن المحافظة التقليدية تُركز على المؤسسات الموروثة عن الأجداد. أيضًا فإن التوجه الاجتماعي المحافظ يؤكد الموقف الأبوي التقييدي فيما يتصل بالسلوك الأخلاقي من أجل الحفاظ على مكانة الفرد التقليدية في المجتمع. تمتلك الأحزاب الوطنية المحافظة في الغالب جذورًا في بيئات ذات أساس ريفي أو تقليدي أو سطحي، ما يتناقض مع قاعدة الدعم الحضري للأحزاب الليبرالية المحافظة. وتتبنى أغلبية الناس في أوروبا شكلًا من أشكال الشكوكية الأوروبية.
كانت أغلب الأحزاب المحافظة في أوروبا الوسطى والشرقية في مرحلة ما بعد الشيوعية من المحافظين الوطنيين منذ عام 1989.

## الأيديولوجية

### السياسات الاجتماعية
إن أحزاب المحافظة الوطنية هي «أحزاب تقليدية اجتماعية»، تدعم الأسرة التقليدية والاستقرار الاجتماعي. وفقًا للعالم السياسي الأسترالي سايلند روسنبرجر: «إن سياسة المحافظة الوطنية تُمجد العائلة بوصفها وطنًا وهوية أساسية وتضامنًا وتقليدًا». يوجد العديد من المحافظين الوطنيين ينتمون إلى المحافظين الاجتماعيين، إضافةً إلى تأييدهم للحد من الهدر وسَن قوانين صارمة فيما يخص مجال الأمن والنظام.

### السياسات الاقتصادية
ليس من الضرورة أن تتشارك أحزاب المحافظة الوطنية في مختلف البلدان موقفًا مشتركًا بشأن السياسة الاقتصادية، فإن آرائهم قد تتراوح بين دعم الاقتصاد المخطط مركزيًا إلى اقتصاد مختلط وسطي إلى نهج عدم التدخل. في الحالة الأولى -الأكثر شيوعًا- يمكن تمييز المحافظين الوطنيين عن المحافظين الليبراليين الذين تشكل سياسات اقتصاد السوق الحرة وإلغاء القيود والإنفاق المحكم أولويات رئيسية لهم. في الواقع فإن بعض المعلقين حددوا فجوة متنامية بين المحافظة الوطنية والليبرالية الاقتصادية: «أغلب أحزاب اليمين -اليوم- يديرها محافظون ليبراليون اقتصاديًا، همّشوا المحافظين الاجتماعيين والثقافيين والوطنيين بدرجات متفاوتة».

## قائمة أحزاب المحافظة الوطنية السياسية

### أحزاب المحافظة الوطنية الحالية أو فصائل الأحزاب الوطنية
صُنفت الأحزاب السياسية التالية بوصفها أحزابًا وطنية محافظة:
- ألبانيا: الحزب الديمقراطي الألباني،[10] الحزب الجمهوري الألباني.[11]
- أرمينيا: حزب أرمينيا الجمهوري.[12]
- النمسا: حزب الحرية النمساوي،[13] التحالف من أجل مستقبل النمسا.[14]
- أستراليا: الأمة الواحدة الذي أنشأه بولين هانسون.[15]
- بلجيكا: حزب المصلحة الفلمنكية.[16]
- البوسنة والهرسك: حزب العمل الديمقراطي،[17] التحالف الديمقراطي الشعبي،[18] حزب التقدم الديمقراطي.[10]
- البرازيل: التحالف من أجل البرازيل،[19] الحزب الليبرالي الاجتماعي.[20]
- بلغاريا: الحركة الوطنية البلغارية،[21] الجبهة الوطنية لإنقاذ بلغاريا، اتحاد القوى الديمقراطية، الديمقراطية لبلغاريا القوية،[10] الحزب الديمقراطي (بلغاريا).[10]
- كمبوديا: حزب الشعب الكمبودي.[22]
- كندا: حزب الشعب الكندي.[23]
- كرواتيا: الاتحاد الكرواتي الديمقراطي.[24]
- قبرص: حركة التضامن.[25]
- جمهورية التشيك: الحزب الديمقراطي المدني،[26][27] حركة الألوان الثلاثة للمواطنين، الواقعية.[28]
- الدنمارك: حزب الشعب الدنماركي،[29] اليمين الجديد (الدنماركي).[28]
- إستونيا: حزب الشعب المحافظ في إستونيا.[30]
- فنلندا: الحزب الفنلندي.[31][32]
- فرنسا: التجمع الوطني،[33] نهضة فرنسا،[34] الحركة من أجل فرنسا،[35] الحركة الفرنسية.[36]
- ألمانيا: البديل من أجل ألمانيا،[37] الجمهوريون،[38] الاتحاد الاجتماعي الألماني.[39]
- اليونان: حزب اليونان المستقل،[40] حزب الحل اليوناني،[41] الفجر الذهبي،[42] اليمين اليوناني الجديد.[43]
- هنغاريا: فيدس/الاتحاد المدني المجري،[44][45] حزب الشعب الديمقراطي المسيحي،[46] الحزب المدني لأصحاب الحيازات الصغيرة المستقلين والعمال الزراعيون، يوبيك.[47]
- الهند: حزب بهاراتيا جاناتا،[48] هندوس ماهاسابها.[49]
- إندونيسيا: حزب حركة إندونيسيا العظيمة،[50] حزب العمال (إندونيسيا).[51]
- إيرلندا: فيانا فايل.[52]
- إسرائيل: ليكود،[53][54] اليمين.
- إيطاليا: حزب إخوة إيطاليا،[55] فورزا إيطاليا (إيطاليا)، اتحاد المواطنين من أجل جنوب تيرول،[56] حرية جنوب تيرول.[56][57]
- اليابان: الحزب الليبرالي الديمقراطي الياباني.[58]
- كينيا: حزب يوبيل.
- لاتفيا: التحالف الوطني (لاتفيا).[59]
- ليخنشتين: الحزب التقدمي للمواطنين.[60]
- ليتوانيا: اتحاد الوطن، النظام والعدل.[61]
- لكسمبورج: حزب الإصلاح الديمقراطي البديل.[62]
- ماليزيا: المنظمة الوطنية الماليزية المتحدة.[63]
- الجبل الأسود: الديمقراطية الصربية الجديدة.[64]
- ميانمار: حزب الاتحاد للتضامن والتنمية.[65]
- هولندا: المنتدى الهولندي للديمقراطية.[66]
- مقدونيا الشمالية: منظمة الداخلية المقدونية الثورية،[67] الحزب الديمقراطي للوحدة الوطنية المقدونية،[68] حزب الشعب للمنظمة الداخلية المقدونية الثورية.
- النرويج: حزب التقدم (النرويج).[69]
- بنما: حزب بنمايستا.[70]
- بارغواي: حزب كولورادو (باراغواي).[71]
- الفلبين: الحزب الجمهوري الوطني.[72]
- بولندا: الاتحاد اليميني، حزب العدالة والقانون البولندي وبولندا المتحدة،[73][74] اتحاد الحرية والاستقلالية (فصائل[75][76] للحركة الوطنية[77])، الجمهورية اليمينية.[77]
- البرتغال: حزب الشعب البرتغالي.[78][79]
- رومانيا: كتلة الهوية الوطنية في أوروبا، حزب رومانيا الكبرى[80] وحزب الاتحاد الروماني.
- روسيا: جبهة الشعب الروسي،[81][82] روسيا الموحدة،[83] حزب رودينا،[84] روسيا العظمى، اتحاد الشعب الروسي.[85]
- صربيا: الحزب التقدمي الصربي،[86] الحزب الديمقراطي الصربي،[87] الحزب الراديكالي الصربي.
- سنغافورة: حزب العمل الشعبي (سنغافورة).[88]
- سلوفاكيا: نحن أسرة،[89] الحزب الوطني السلوفاكي، حزب سلوفاكيا الشعبي.[90]
- سلوفينيا: الحزب الديمقراطي السلوفيني.[10]
- إسبانيا: حزب فوكس.[91]
- السويد: ديمقراطيو السويد.[92]
- سويسرا: حزب الشعب السويسري.[93]
- تايوان: الكومينتانغ،[94] الحزب الجديد.
- تايلند: حزب بالانغ براجاراث.[95]
- تركيا: التحالف الشعبي،[96] (حزب العدالة والتنمية[97] وحزب الحركة القومية[98]) تحالف الأمة[99] (فصائل حزب الخير[100][101] وحزب الوطن).
- المملكة المتحدة: الحزب الاتحادي الديمقراطي،[102] الصوت الوحدوي التقليدي،[103] حزب استقلال المملكة المتحدة،[104] الحركة من أجل بريطانيا.

### الأحزاب الوطنية المحافظة السابقة أو البائدة أو أحزاب مع فصائل المحافظة الوطنية
- النمسا: جبهة أرض الآباء.
- بلجيكا: حزب ركست،[105] حزب فلامس بلوك[106]
- البرازيل: المتعصبين البرازيليين.[107]
- كندا: الاتحاد الوطني.[108]
- تشيكوسلوفاكيا: الديمقراطية الوطنية لتشيكوسلوفاكيا،[109] حزب الوحدة الوطنية.[110]
- فرنسا: التجمع من أجل الجمهورية.
- ألمانيا: حزب الشعب الوطني الألماني، ريجتسبيرتيا الألمانية، الحزب الأزرق، اتحاد الشعب الألماني.[111]
- هنغاريا: المنتدى الديمقراطي الهنغاري، حزب الوحدة.
- الهند: حزب بهاراتيا جانا سانغ.[112]
- إيران: حزب رستاخيز.[113]
- إسرائيل: الاتحاد الوطني (حتيكفا)، أحزاب اتحاد الجناح اليميني.
- إيطاليا: الحزب الوطني الفاشي،[114] رابطة الوطنيين الإيطاليين، الحركة الإيطالية الاجتماعية،[115] التحالف الوطني،[116][117] الحزب اليميني الإيطالي[118]
- النرويج: رابطة أرض الآباء.[119]
- بولندا: الديمقراطية الوطنية،[120] رابطة العوائل البولنديين،[121][122] كوزك15.[123]
- البرتغال: الاتحاد الوطني البرتغالي.[124]
- رومانيا: حزب المحافظين.
- سلوفاكيا: حزب الشعب السلوفاكي،[125] الحزب الوطني لسلوفاكيا، حزب الشعب السلوفاكي، الحركة من أجل سلوفاكيا ديمقراطية.[126]
- جنوب إفريقيا: الحزب الوطني.[127]
- كوريا الجنوبية: الحزب الجمهوري الديمقراطي (كوريا الجنوبية)،[128] الحزب الليبرالي، حزب العدالة الديمقراطي، الحزب الكوري الجديد، الحزب الوطني الكبير.[129]
- إسبانيا: الكتائب الإسبانية التقليدية والجمعيات الدفاعية النقابية الوطنية،[124] الاتحاد الإسباني لليمين المستقل،[130] تحالف الشعب.[131]
- يوغسلافيا: الاتحاد اليوغوسلافي المتطرف، الحركة الوطنية اليوغسلافية.[132]